# Mansfelder Land
Das Mansfelder Land ist eine Region im südwestlichen Teil Sachsen-Anhalts.

## Geographische Lage

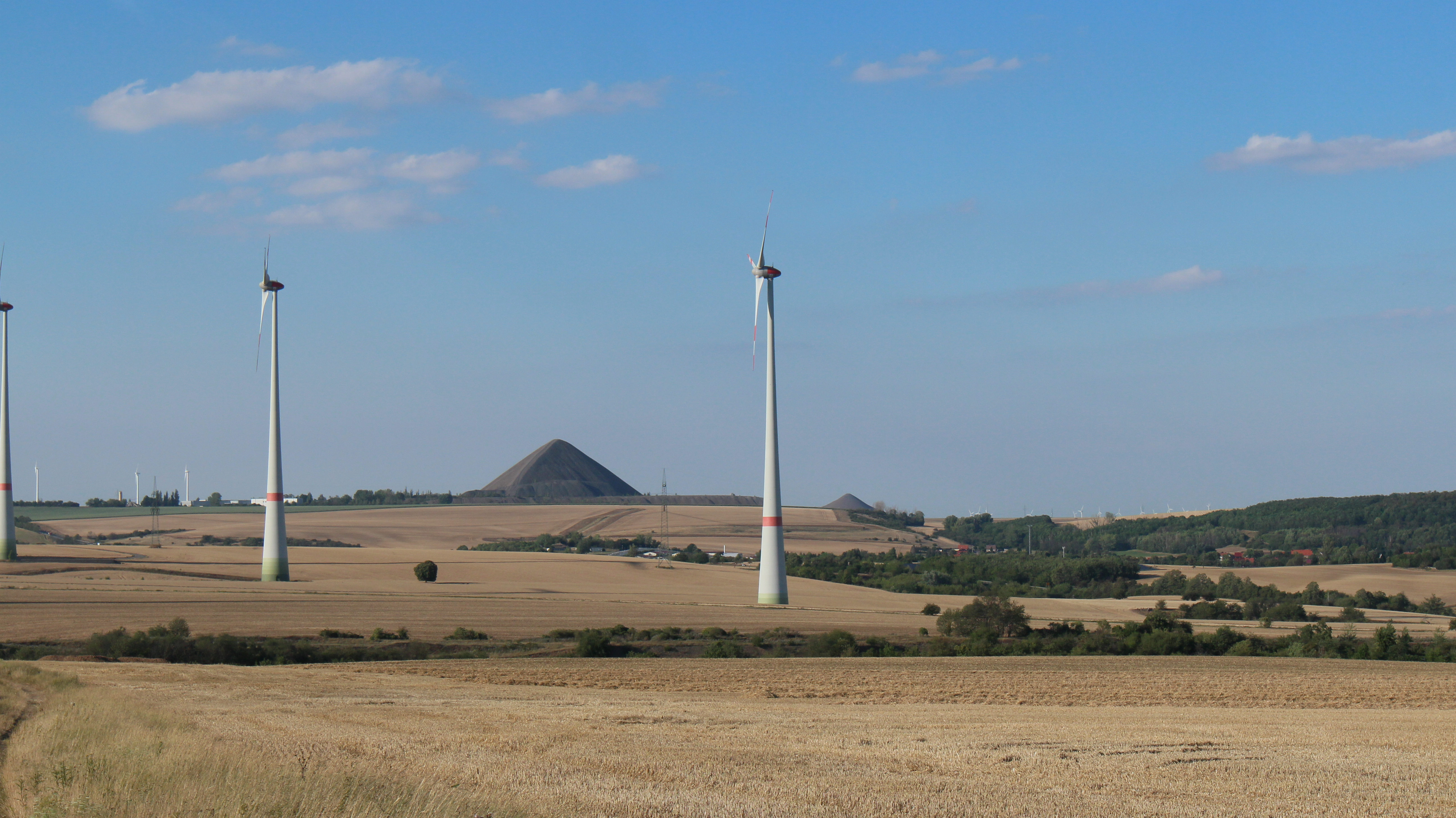
Landschaft zwischen Eisleben und Hettstedt mit Spitzkegelhalden aus dem Kupferschieferbergbau

Das Mansfelder Land umfasst im Westen und Nordwesten die östlichen Ausläufer des Harzes und wird im östlichen Teil durch die Saale begrenzt. Nördlich und südlich bilden die Landgemeinden der beiden ehemaligen Kreisstädte Eisleben und Hettstedt die Grenze, während von Südwesten bis Westen Sangerhausen und die Stadt Mansfeld das Mansfelder Land begrenzen.
Bis nach dem Zweiten Weltkrieg bildeten der Mansfelder Gebirgskreis (etwa nordwestlich einer Linie Annarode–Siersleben–Gerbstedt) und der Mansfelder Seekreis (Orte südöstlich obiger Linie) das Mansfelder Land.
Nach der Gründung der DDR wurden 1950 im Zuge einer Gebietsreform der Gebirgs- und der Seekreis aufgelöst und in die beiden Kreise Hettstedt und Eisleben überführt, wobei kleinere Gebiete des Mansfelder Landes im Westen zum Kreis Sangerhausen und im Süden zum Saalkreis und an den Kreis Querfurt fielen.
Seit einer erneuten Kreisgebietsreform 2007 gehört das Mansfelder Land – nachdem es einige Jahre der selbständige Landkreis Mansfelder Land war – jetzt zum Landkreis Mansfeld-Südharz.
In dieser oben beschriebenen Ausdehnung ist es im Groben identisch mit der ehemaligen Grafschaft Mansfeld.

## Verkehrsanbindung
- Autobahn: 
  - A 38, Göttingen/Kassel–Eisleben–Halle/Leipzig
- Bundesstraßen:
  - B 80, Bad Karlshafen–Nordhausen–Halle
  - B 180, Wanzleben–Börde–Aschersleben–Hettstedt–Zeitz–Frankenberg/Sa.
  - B 86, Hettstedt–Mansfeld–Sangerhausen–Straußfurt
  - B 242, Seesen–Clausthal-Zellerfeld–Braunlage–Mansfeld (–Halle)
- Eisenbahn:
  - Magdeburg–Hettstedt–Erfurt
  - Halle/Saale–Eisleben–Kassel
  - Klostermansfeld–Wippra

## Wirtschaft
Nahe dem Industriegebiet Halle-Leipzig gelegen und dem industriell geprägten Bezirk Halle zugehörig, war das Mansfelder Land Bestandteil des bedeutendsten industriellen Ballungszentrums der DDR.
Vor allem der Kupferschieferbergbau und die Verhüttung des Kupfers und seiner Begleit-Metalle hatten daran Anteil. Alle kupferfördernden, be- und verarbeitenden Betriebe der gesamten DDR waren unter dem Dach des Mansfeld-Kombinats „Wilhelm Pieck“ zusammengefasst, das auch die Mansfelder Bergwerksbahn betrieb. Davor war es die Mansfeld AG für Bergbau und Hüttenbetrieb.
Die Stilllegung der seit fast acht Jahrhunderten betriebenen Berg- und Hüttenwerke bedeutete eine scharfe Zäsur dieses monostrukturierten Wirtschaftsraumes, dessen Probleme durch die politische Wende 1989/90 nicht geringer wurden. Die neu geschaffenen Gewerbeparks und die Sanierung von Altlasten brachten bei weitem nicht die erhoffte wirtschaftliche Belebung.

## Tourismus

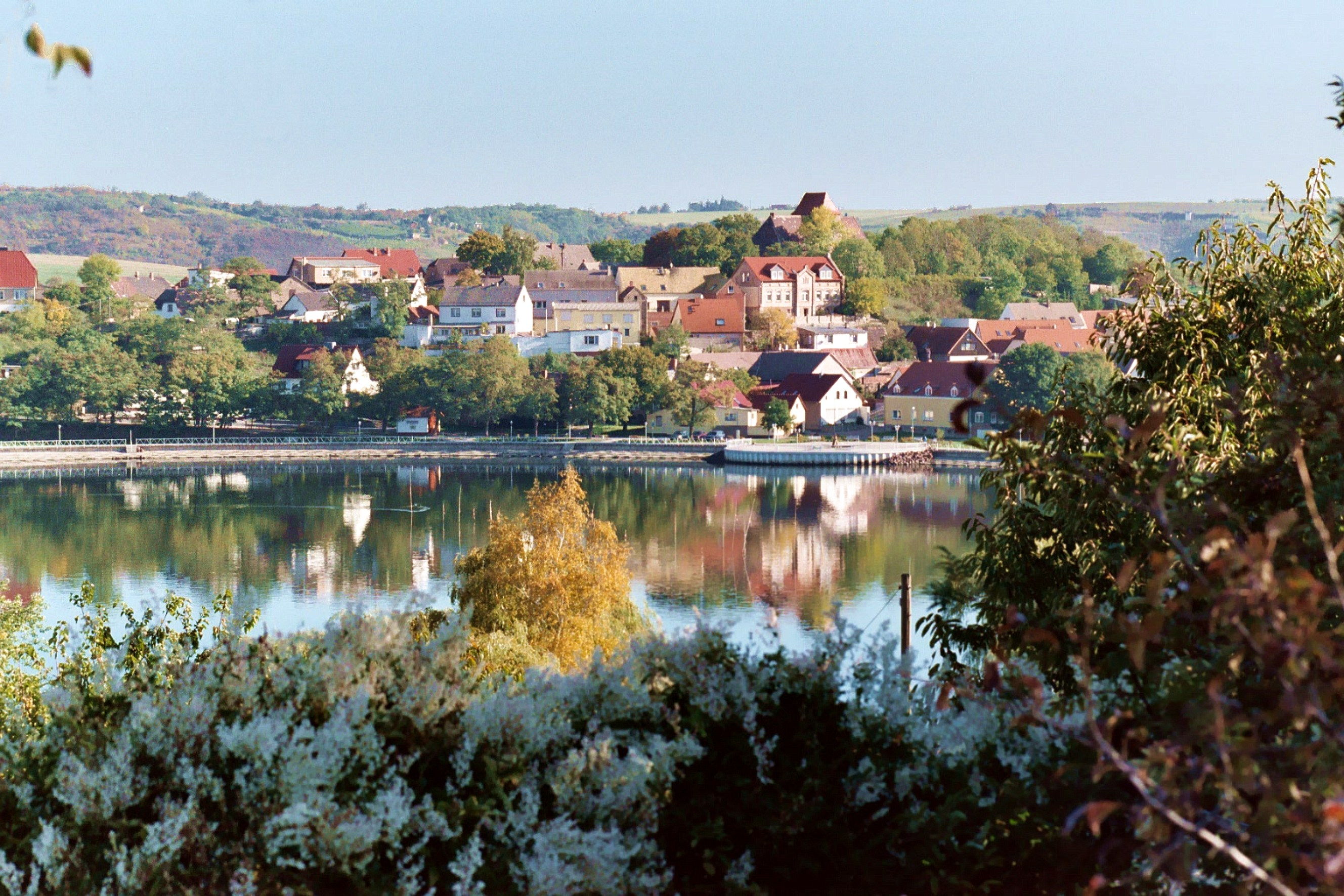
Süßer See bei Seeburg

Die Region bietet um den südlich von Eisleben gelegenen Süßen See sowie mit dem Harzvorland und den Luthergedenkstätten in Lutherstadt Eisleben und Mansfeld einige gute Voraussetzungen für Naherholungs- und Kulturtourismus.
Seit 1946 trägt die Stadt Eisleben den offiziellen Beinamen Lutherstadt, da Martin Luther hier geboren wurde, kurz bevor seine Eltern in das nur einige Kilometer entfernte Mansfeld umzogen. Zufälligerweise starb Luther auch in seiner Geburtsstadt, in der er sich aufhielt, um in einem Streit zwischen den Mansfelder Grafen zu vermitteln (deren einer Zweig in Eisleben ein Stadtschloss unterhielt).
Touristische Anziehungspunkte sind das Geburts- und das Sterbehaus des Reformators.
Die Stadt Mansfeld stand – hinsichtlich Luthers – schon immer etwas im Schatten des größeren Eislebens; seit der politischen Wende darf Mansfeld jedoch den Namenszusatz Lutherstadt führen: Mansfeld-Lutherstadt.
Die heute auf der Reststrecke Klostermansfeld–Siersleben–Hettstedt verkehrenden Züge der ehemaligen Mansfelder Bergwerksbahn erinnern an den einst regen Betrieb dieser schmalspurigen Werksbahn, die alle Schächte, viele Hütten und weitere Betriebsstätten des Mansfeld-Kombinates miteinander verband. Neben dem bei weitem umfangreicheren Güterverkehr diente die Bergwerksbahn auch dem Personentransport – und hier in erster Linie dem Arbeiter-Berufsverkehr.